# Jewgeni Oskarowitsch Paton

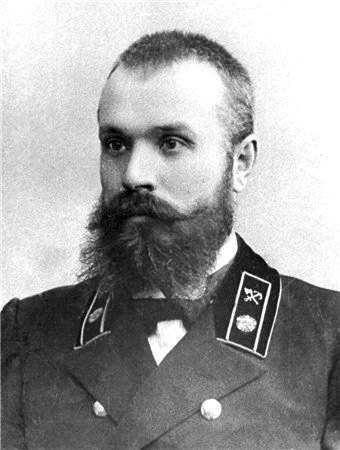
Jewgeni Paton 1910

Jewgeni Oskarowitsch Paton, üblich: E. O. Paton (ukrainisch Євген Оскарович Патон Jewhen Oskarowytsch Paton, wiss. Transliteration Evhen Oskarovyč Paton; russisch Евгений Оскарович Патон, englische Transkription: Evgeny Oscarovich Paton; * 5. März 1870 in Nizza, Frankreich; † 12. Juli 1953 in Kiew) war ein sowjetischer Wissenschaftler, Erfinder des Lichtbogenschweißens und Ingenieur für Brückenbau. Er ist der Vater des ukrainischen Wissenschaftlers Borys Paton.

## Leben
Paton wurde als Sohn einer russischen Diplomatenfamilie in Nizza geboren. Er graduierte 1894 an der Technischen Hochschule in Dresden und 1896 am Sankt Petersburger Institut für Eisenbahnwesen. Jewgeni O. Paton war Professor an der Ingenieurhochschule für Eisenbahnwesen in Moskau (1899–1904) und am Polytechnischen Institut Kiew (KPI) (1904–1938) und von 1945 bis 1952 Vizepräsident der Russischen Akademie der Wissenschaften. Er verfasste mehr als 160 wissenschaftliche Arbeiten im Zusammenhang mit Brückenbau und der Konstruktion von Brücken und 200 Arbeiten zur Schweißtechnik.
1929 gründete er in Kiew ein Institut für Schweißtechnik (PWI), welches 1934 im Institut für Elektroschweißen der Akademie der Wissenschaften der UdSSR aufging. 1945 wurde das Institut um seinen Namen erweitert. Paton war bis zu seinem Tode Direktor des PWI. Das „E. O. Paton Electric Welding Institute“ ist heute noch die weltweit renommierteste Einrichtung für Schweißtechniken.
Paton erfand eine Methode („Paton-Methode“) des elektrischen Schweißens und wurde dadurch ein weltweit renommierter Experte für Stahlbrücken. Seine Schweißmethode wurde auch für die Produktion des sowjetischen T-34-Panzers angewandt.
Vier Monate nach seinem Tode wurde 1953 die Paton-Brücke, eine 1,5 km lange Stahlbrücke über den Dnepr in Kiew eingeweiht, die nach seinen Angaben geplant und gebaut wurde.
Patons Grabstätte befindet sich auf dem Baikowe-Friedhof in Kiew.

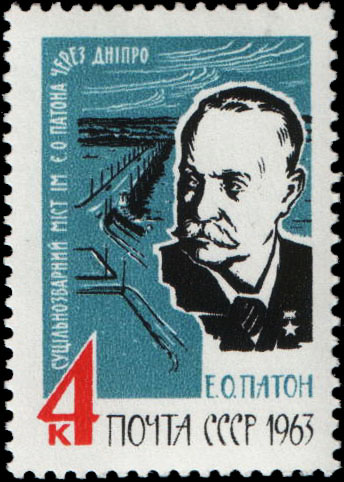
Sowjetische Sondermarke zum 10. Todestag Patons (1963)

## Ehrungen
Nach ihm wurde der am 22. September 1979 von Nikolai Tschernych entdeckte Asteroid (2727) Paton benannt.

## Schriften
- Iron bridges. 4 Bände. Moskau / Kiew, 1902–1907.
- Restoration of damaged bridges. Kiew, 1918.
- High-speed submerged arc welding. 2. Ausgabe. M; L.: Mashgiz, 1941.
- Selected papers. 3 Bände. Publishing House of AS USSR, Kiew 1959–1961.
- Reminiscences: literature notes of Yu. Buryakovsky. Goslitizdat of UdSSR, Kiew, 1955.